# Mobon di Goguryeo
Mobon (30 – 53) è stato il quinto re di Goguryeo, sul quale regnò dal 48 al 53.

## Biografia
Secondo la tradizione, il re Mobon venne inizialmente considerato come un grande re che agiva per il bene del suo popolo, ma in seguito si trasformó in uno spietato tiranno alla fine del suo regno.

Mobon venne ucciso da un funzionario del tribunale, il suo corpo venne sepolto in una zona sconosciuto della Corea.